# Claybank
Claybank est un petit hameau situé dans le Sud de la Saskatchewan au Canada aux pieds des collines Dirt. La communauté tire son nom des riches dépôts argileux de la région, Clay signifiant argile en anglais. Claybank est connu pour la briqueterie de Claybank, un lieu historique national du Canada. Le hameau fait partie de la municipalité rurale d'Elmsthorpe No 100.

## Démographie
| 2011 | 2016 |
| ---- | ---- |
| 25   | 15   |

## Annexe